# Comuna Koșelivka, Pulînî
Koșelivka (în ucraineană Кошелівська сільська рада) este o comună în raionul Cervonoarmiisk, regiunea Jîtomîr, Ucraina, formată din satele Koșelivka (reședința), Radețka Bolearka, Radețke Budîșce, Skolobiv, Ujivka, Veazoveț și Vesneanka.

## Demografie
Componența lingvistică a comunei Koșelivka
     Ucraineană (99,57%)
     Alte limbi (0,43%)
Conform recensământului din 2001, majoritatea populației comunei Koșelivka era vorbitoare de ucraineană (99,57%), existând în minoritate și vorbitori de alte limbi.